# Рзалар
Рзала́р (азерб. Rzalar) — село в Агдамском районе Азербайджана.

## Этимология
Прежнее название — Рза Саркерли. Название происходит от личного имени Рза и названия села Саркерли. Позже вторая часть названия выпала и к первому прибавилось окончание «-лар».

## История
Первые упоминания села датированы концом XIX века.
Село Ирза-Саркерлу в 1913 году согласно административно-территориальному делению Елизаветпольской губернии относилось к Зангишалинскому сельскому обществу Шушинского уезда.
В 1926 году согласно административно-территориальному делению Азербайджанской ССР село относилось к дайре Каркар Агдамского уезда.
После реформы административного деления и упразднения уездов в 1929 году был образован Карадаглинский сельсовет в Агдамском районе Азербайджанской ССР.
Согласно административному делению 1961 и 1977 года село Рзалар входило в Карадаглинский сельсовет Агдамского района Азербайджанской ССР.
В 1999 году в Азербайджане была проведена административная реформа и был учрежден Карадаглинский муниципалитет Агдамского района, куда и вошло село.

## География
Неподалёку от села протекает река Каркарчай.
Село находится в 15 км от райцентра Агдам, в 25 км от временного райцентра Кузанлы и в 338 км от Баку. Ближайшая ж/д — Агдам.
Высота села над уровнем моря — 252 м.

## Население
| Численность населения | Численность населения |
| 1886                  | 1979                  |
| --------------------- | --------------------- |
| 87                    | ↗600                  |

## Климат
В селе холодный семиаридный климат.

## Инфраструктура
1 октября 2011 года в селе налажена поставка природного газа. В конце 2011 года в село проведена телефонная линия.